# Calendari tibetà

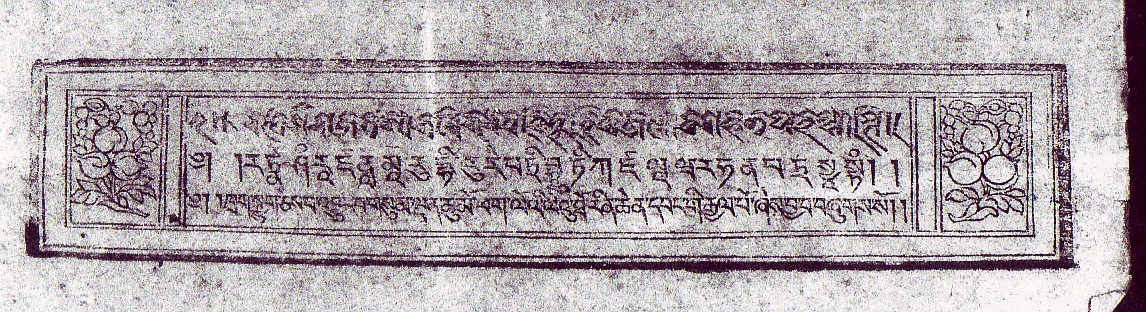
Portada d'un calendari tibetà de Lhasa per a l'any del porc d'aigua el 1923/24.

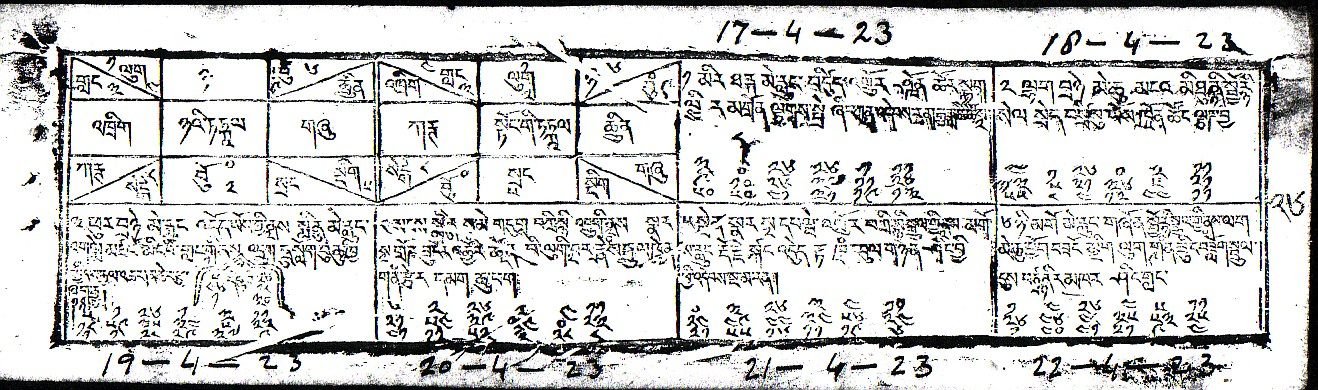
Inici del 3r mes lunar del calendari tibetà de Lhasa per a l'any del porc d'aigua el 1923/24.

El Calendari tibetà (Tibetà: ལོ་ཐོ, Wylie: lo-tho), or Calendari tibetà lunar, es un calendari lunisolar, que és correspon a l'any Tibetà, que esta format per 12 o 13 mesos lunars, cadascun dels quals comença i acaba en una lluna nova. S'afegeix un tretzè mes cada dos o tres anys, de manera que un any tibetà mitjà és igual a l'any solar. La celebració de l'Any Nou tibetà és el Losar (Tibetà: ལོ་གསར་, Wylie: lo-gsa). Segons els almanacs l'any comença amb el tercer mes de Hor. Hi havia moltes tradicions diferents al Tibet per celebrar l'inici de l'any. Les dates del calendari mongol són les mateixes que les del calendari tibetà.
Cada mes, determinades dates del calendari tibetà tenen un significat especial dins els practicants al budisme i les seves pràctiques. Així mateix, alguns mesos també tenen importància.

## Anys
Hi havia diferents tradicions per posar noms als anys (Tibetà: ལོ་, Wylie: lo) al Tibet. A partir del segle XII s'observa l'ús de dos cicles de seixanta anys. El cicle de 60 anys es coneix com el cicle Vṛhaspati i va ser introduït per primera vegada al Tibet per un budista indi amb conegut com a Chandranath i Tsilu Pandit l'any 1025 d.C. El primer cicle és el rabjyung (Tibetà: རབ་བྱུང༌།, Wylie: rab byung). El primer any del primer cicle de rabjyung va començar l'any 1027. Aquest cicle va ser adoptat de l'Índia. El segon cicle es va derivar de la Xina i es va anomenar Drukchu kor (Tibetà: དྲུག་ཅུ་སྐོར།, Wylie: drug cu skor, Sànscrit Vrhaspati). El primer any del primer cicle de Drukchu kor va començar l'any 1024. Els cicles es comptaven amb nombres ordinals, però els anys de cada cicle mai es comptaven, sinó que es referien amb noms especials. L'estructura del drukchu kor era la següent: Cada any s'associa amb un animal i un element, semblant al zodíac xinès. Els animals tenen l'ordre següent:
| བྱི་བ་ Rata | གླང་ Bou   | སྟག་ Tigre | ཡོས་ Llebre | འབྲུག་ Drac | སྦྲུལ་ Serp |
| རྟ་ Cavall | ལུག་ Cabra | སྤྲེལ་ Mico  | བྱ་ Gall    | ཁྱི་ Gos    | ཕག་ Porc |

Els elements tenen l'ordre següent:
| Foc | Terra | Ferro | Aigua | Fusta |
Cada element s'associa a dos anys consecutius, primer en la seva vessant masculina, després en la seva vessant femenina. Per exemple, un any de la Terra- Drac masculí va seguit d'un any de la Terra- Serp femení, i després d'un any de Cavall de Ferro masculí. Es pot ometre el sexe, ja que es pot inferir de l'animal.
Les designacions d'element-animal es repeteixen en cicles de 60 anys (un cicle Sexagenari), començant amb un any (mascle) Fusta- Rata. Aquests grans cicles estan numerats, el primer cicle comença l'any 1024. Per tant, l'any 2005 correspon aproximadament a l'any (femení) Fusta- Gall del 17è cicle. El primer any del cicle de seixanta anys d'origen indi (1027) s'anomena rab-byung (mateix nom que la designació del cicle) i equival a l'any de foc (femení) Conill.
| Any (Gregorià) | Any segons rabjyung | Wylie          | Element | Animal | Sexe    |
| -------------- | ------------------- | -------------- | ------- | ------ | ------- |
| 2008           | rabjyung 17 lo 22   | sa mo glang    | Terra   | Rata   | masculí |
| 2009           | rabjyung 17 lo 23   | sa pho khyi    | Terra   | Bou    | femení  |
| 2010           | rabjyung 17 lo 24   | lcags pho stag | Ferro   | Tigre  | masculí |
| 2011           | rabjyung 17 lo 25   | lcags mo yos   | Ferro   | Llebre | femení  |
| 2012           | rabjyung 17 lo 26   | chu pho 'brug  | Aigua   | Drac   | masculí |
| 2013           | rabjyung 17 lo 27   | chu mo sbrul   | Aigua   | Serp   | femení  |
| 2014           | rabjyung 17 lo 28   | shing pho rta  | Fusta   | Cavall | masculí |
| 2015           | rabjyung 17 lo 29   | shing mo lug   | Fusta   | Cabra  | femení  |

### Anys amb números cardinals
S'utilitzen tres notacions relativament modernes dels nombres cardinals per als anys tibetans.
Als bitllets tibetans de la primera meitat del segle XX es poden veure números cardinals, amb l'any 1 el 255 dC, que és una referència al llegendari 28è emperador del Tibet,Thothori Nyantsen.
Des de la segona meitat del segle XX s'utilitza una altra notació d'any, on l'any, per exemple, 2021 dC coincideix amb l'any tibetà de 2148. Aquesta notació d'any relativament moderna es coneix com Bö Gyello (bod rgyal lo). En aquesta època el primer any és el 127 aC, datat del progenitor llegendari de la dinastia Yarlung, Nyatri Tsenpo.
Als calendaris tibetans de la segona meitat del segle XX i a les monedes tibetanes es troben els números de l'any cardinal amb la indicació de raplo, on el primer any coincideix amb el primer any del cicle rabjyung, és a dir 1027. Rab lo 928, per exemple, és l'any 1954 del calendari gregorià occidental.
| Any (Gregorià)          | Època 127 BCE | Època 255 | Època 1027 |
| ----------------------- | ------------- | --------- | ---------- |
| Des de Febrer/Març 2009 | 2136          | 1755      | 983        |
| Des de Febrer/Març 2010 | 2137          | 1756      | 984        |
| Des de Febrer/Març 2011 | 2138          | 1757      | 985        |
| Des de Febrer/Març 2012 | 2139          | 1758      | 986        |

## Mesos
Durant l'època de l'Imperi Tibetà (segles VII-IX) mesos (Tibetà: ཟླ་བ་;Wylie:zla ba) es van nomenar segons les quatre estacions:
Primer mes de primavera (dpyid zla ra ba), mes de primavera mitjana (dpyid zla 'portar po), l'últim mes de primavera (dpyid zla mtha' chung),
primer mes d'estiu (dbyar zla ra ba), mes d'estiu mitjà (dbyar zla 'portar po), l'últim mes d'estiu (dbyar zla mtha 'chung),
primer mes de tardor (ston zla ra ba), mes de mitja tardor (ston-zla 'bring-po), darrer mes de tardor (ston zla mtha' chung),
primer mes d'hivern (dgun zla ra ba), mes d'hivern mitjà (dgun-zla 'bring-po) i darrer mes d'hivern (dgun zla mtha 'chung).
A partir del segle XII, cada mes ha estat nomenat pels 12 animals del zodíac xinès :
taag (tigre),
ye (llebre), 'drug (drac), drul (serp), ta (cavall), lug (ovella),
te (mono),
tshya (ocell), kyi (gos), phag (senglar), tshyiwa (rata) i lang (bou).
Amb la introducció del calendari del Kalacakratantraa la segona meitat del segle xi, els mesos també es van nomenar a través de fases lunars dins de les quals, a grans trets, cada mes tenia lloc una lluna plena:
| 1r: Chu (mchu, Skt. māgha) 2n: Wo (dbo, Skt. phālguna) 3r: Nagpa (nag pa, Skt. caitra) 4t: Saga (sa ga, Skt. vaiśākha) 5è: Non (snron, Skt. jyeṣṭha) 6è: Chuto (chu stod, Skt. āṣāḍha) 7è: Drozhin (gro bzhin, Skt. śrāvaṇa) 8è: Trum (khrums, Skt. bhādrapada) 9è: Takar (tha skar, Skt. āśvina) 10è: Mindrug (smin drug, Skt. kārttika) 11è: Anar (mgo, Skt. mārgaśīrṣa) 12: Gyal (rgyal, Skt. pauṣa) |

A la segona meitat del segle xiii el famós governant Drogön Chögyal Phagpa va introduir el sistema de comptar el mes per nombres ordinals, l'anomenat mes Hor "mongol":
| 1r mes Hor (hor-zla dang-po) 2n Hor mes (hor-zla gnyis-pa) 3r mes Hor (hor-zla gsum-pa) 4t Hor mes (hor-zla bzhi-pa) 5è mes Hor (hor-zla lnga-pa) 6è mes Hor (hor-zla drug-pa) | 7è mes Hor (hor-zla bdun-pa) 8è mes Hor (hor-zla brgyad-pa) 9è mes Hor (hor-zla dgu-pa) 10è mes Hor (hor-zla bcu-pa) 11è mes Hor (hor-zla bcu-gcig-pa) 12è mes Hor (hor-zla bcu-gnyis-pa) |

Tots aquests sistemes de comptar o nomenar els mesos es van utilitzar fins als temps moderns.

## Dies
Hi ha tres tipus diferents de dies (zhag), el khyim zhag, el tshes zhag i el nyin zhag.
Els dos primers d'aquests dies són dies astronòmics. El temps necessari perquè el sol mitjà passi per un dels dotze signes tradicionals del zodíac (els dotze khyim) s'anomena khyim zla (mes solar). Un trentè d'un mes solar (khyim zla) és un khyim zhag, que es podria anomenar un dia zodiacal, perquè no hi ha un nom equivalent en la terminologia occidental.
El temps necessari perquè la lluna tingui una elongació de 12 graus des del sol, i cada 12 graus a partir de llavors serà un tithi tshes zhag "dia lunar"). La durada d'aquests dies lunars varien considerablement a causa de les variacions en els moviments de la lluna i el sol.
Trenta dies lunars formen un mes lunar o tshes zla). El període de la lluna nova a la lluna nova. Això és igual al temps necessari perquè la lluna s'allarga 360 graus des del sol (de sol a sol). El dia natural (nyin zhag) és definit pels tibetans com el període des de l'alba fins a l'alba. En sentit estricte, els mesos que apareixen en un almanac tibetà, anomenat per nosaltres mesos del calendari tibetà, no són el mateix que els mesos lunars o tshes zla), que poden començar i acabar a qualsevol hora del dia. En tibetà, no hi ha cap termini especial per a un mes natural que contingui dies sencers. Aquests mesos naturals només s'anomenen zla ba (mes).
Un mes del calendari tibetà normalment comença amb el dia de la setmana o el dia natural (gza' o nyin zhag) en què tshes zhag). Un mes calendari tibetà normalment acaba amb el dia de la setmana o dies naturals extrems en els quals el tithi 30a tshes zhag gza' nyin zhag En conseqüència, un mes del calendari tibetà (zla ba) comprèn 29 o 30 dies naturals. En la seqüència de dies naturals o dies de la setmana, no hi ha dies omesos o dies que es produeixen dues vegades. Però com que aquests dies també s'anomenen amb el terme tshes juntament amb un número cardinal, succeeix que determinats nombres o dates (el corresponent tithi) no apareixen en absolut (chad) o apareixen dues vegades (lhag). Els tithi es compten de l'1 al 30 i pot passar que un dilluns amb el dia lunar número 1 (tshes gcig) vagi seguit d'un dimarts amb el dia de la lluna número 3 (tshes gsum). D'altra banda, un dilluns amb el dia lunar número 1 (tshes gcig) pot anar seguit d'un dimarts amb el dia lunar número 1 (tshes gcig). En altres paraules, passa amb força freqüència que certes dates no apareixen a l'almanac tibetà i certes dates apareixen dues vegades. Però no hi ha dies naturals ni dies de la setmana que es produeixin dues vegades o que s'ometin.
Els dies de la setmana (Tibetà:གཟའ; Wylie:gza') reben el nom dels objectes astronòmics.
Nyima "Sol", Dawa "Lluna" i Lhakpa "Mercuri" són noms personals comuns per a les persones nascudes diumenge, dilluns o dimecres respectivament.

## Història
Durant l'època de la dinastia Yarlung, els anys van rebre el nom dels 12 animals comuns al zodíac xinès. Els mesos s'anomenaven segons les quatre estacions d'un any i l'any començava a l'estiu.
La traducció del Kalachakratantra a la segona meitat del segle XI dC va marcar l'inici d'un canvi complet per al calendari al Tibet. El primer capítol d'aquest llibre conté entre d'altres una descripció d'un calendari astronòmic indi i descripcions dels càlculs per determinar la progressió dels cinc planetes i els eclipsis de sol i de lluna.
Segons la tradició budista, els ensenyaments originals del Kalacakra van ser ensenyats pel mateix Buda. No obstant això, van passar més de dos-cents anys fins que el calendari Kalacakra va ser introduït oficialment com a calendari tibetà pel governant Drogön Chögyal Phagpa a la segona meitat del segle xiii. Tot i que aquest calendari va ser modificat moltes vegades durant els segles següents, va mantenir el seu caràcter original com a calendari luni-solar d'origen indi.
El calendari tibetà és un calendari tradicional molt utilitzat al Tibet. Segons la tradició, fa més de 3.000 anys, els tibetans van crear un calendari únic que s'utilitza per calcular el dia, el mes i l'any segons l'augment i el minvant de la lluna. En temps històrics, els que creuen en Bonpo (la religió no budista indígena del Tibet) van aprendre a calcular el dia exacte del solstici d'hivern i van fer que fos el començament d'un any. Això va establir les bases de la varietat de festivals al Tibet. Al segle vii, la princesa Wen Cheng i la princesa Jin Cheng van entrar a Lhasa Tibet per casar-se successivament i van portar el calendari tradicional xinès a aquesta antiga terra. A partir d'aleshores, el calendari tibetà va aprofitar tant el calendari xinès com el calendari indi. Es va refinar per incloure trets distintius (tiges celestials, branques terrestres i els cinc elements) durant la dinastia Yuan. Després de segles de desenvolupament, el calendari tibetà s'ha convertit en un sistema madur.